# مفطورة دموية فأرية
مفطورة دموية فأرية (بالإنجليزية: Mycoplasma haemomuris)‏ هي نوع من البكتيريا، سلبية الغرام، تتبع المفطورة.